# Карловица
Карловица (словен. Karlovica) је насељено место у општини Велике Лашче, Средњесловенска регија, Словенија.

## Историја
До територијалне реорганизације у Словенији била је у саставу града Љубљане, односно старе општине Вич–Рудник.

## Становништво
У попису становништва из 2011. године, Карловица је имала 42 становника.
| Број становника према пописима | Број становника према пописима | Број становника према пописима |
| ------------------------------ | ------------------------------ | ------------------------------ |
| 1991                           | 2002                           | 2011                           |
| 47                             | 48                             | 42                             |

Напомена: Године 2006. извршена је мала размена територија између насеља Карловица и Подкогељ.